# Wolffia australiana
Wolffia australiana là một loài thực vật có hoa trong họ Ráy (Araceae). Loài này được (Benth.) Hartog & Plas miêu tả khoa học đầu tiên năm 1972.